# Tobias Furneaux

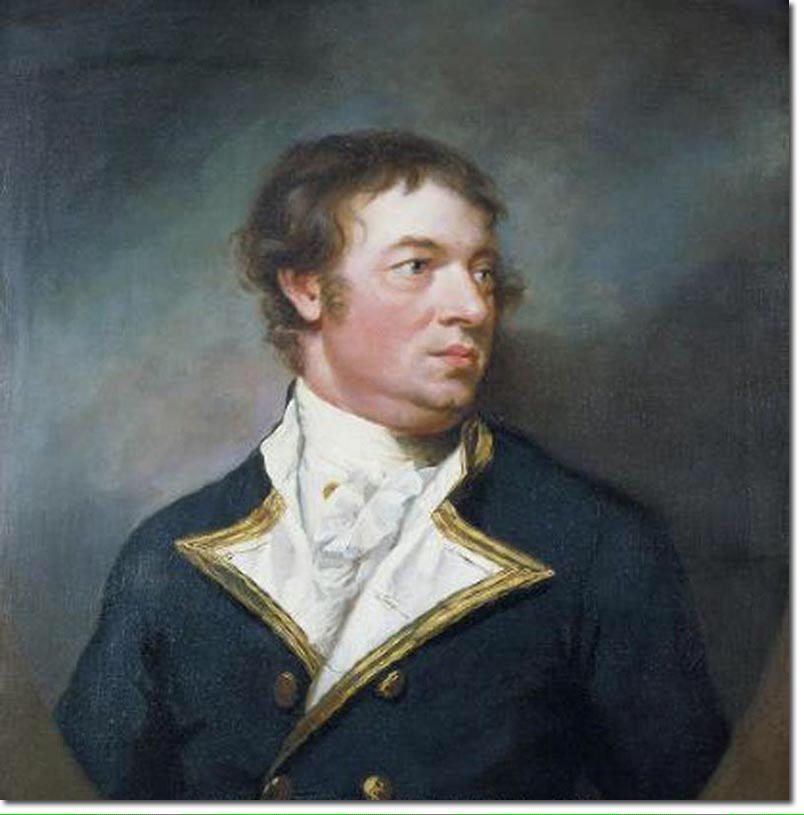
Tobias Furneaux

Tobias Furneaux (* 17. August 1735 in Swilly, einem Bezirk von Plymouth, England; † 19. September 1781 ebenda) war ein britischer Entdecker. Er war der erste Mensch, der die Erde in beide Richtungen umsegelte.

## Leben
Sehr früh trat Furneaux in die Royal Navy ein und schlug eine Offizierslaufbahn ein. Zwischen 1760 und 1763 diente er im Siebenjährigen Krieg in Westindien. Zwischen 1768 und 1769 nahm er als Second Lieutenant an Samuel Wallis Weltumsegelung teil, bei der unter anderem Tahiti entdeckt wurde.
1771 wurde Furneaux zum Commander befördert. Als Kapitän von James Cooks Unterstützungsschiff Adventure begleitete er diesen auf seiner zweiten Expedition in den Südpazifik. Als er von 8. Februar bis 19. Mai 1773 von Cook getrennt wurde, erkundete und kartografierte er die Gewässer im Nordosten Tasmaniens. Daher trägt die Furneaux-Gruppe heute seinen Namen. Darüber hinaus ist er Namensgeber für den Mount Furneaux auf Cook Island im Archipel der Südlichen Shetlandinseln, an deren Entdeckung er maßgeblich beteiligt war.
Am 22. Oktober 1773 verlor Furneaux erneut, und diesmal endgültig, den Kontakt zu Cook und fuhr schließlich allein zurück nach England.
Furneaux nahm am Amerikanischen Unabhängigkeitskrieg teil und wurde 1775 zum Captain befördert. Am 28. Juni 1776 befehligte er die Syren bei ihrem Angriff auf Charleston in South Carolina.